# Доксури (тайфун)
Тайфун Доксури, известный на Филиппинах как Супертайфун Эгай  — мощный и разрушительный тропический циклон, который в конце июля 2023 года нанёс значительный ущерб Филиппинам, острову Тайвань и материковому Китаю.
Доксури оставил за собой много серьёзных разрушений. В результате тайфуна погибло 57 человек, 91 человек получил ранения, в том числе 27 человек  на борту MB Aya Express, которые погибли в результате опрокидывания насосной лодки. Сообщалось о наводнениях в 9 из 17 регионов Филиппин, в результате которых пострадало более 2 миллионов человек и потребовалось эвакуировать более 300 тысяч человек. На острове Тайвань около 150 000 человек по всей стране остались без электричества. Тайфун затронул более 724 600 человек и 262,3 га сельскохозяйственных угодий в провинции Фуцзянь материкового Китая. Повреждено 44 дома, полностью разрушено 178 домов. В провинции Фуцзянь выпало рекордное количество осадков за 24 часа.
| Страна    | Погибшие | Пропавшие без вести | Пострадавшие | Экономический ущерб ($) | Ссылки                   |
| --------- | -------- | ------------------- | ------------ | ----------------------- | ------------------------ |
| Филиппины | 56       | 11                  | 140          | $ 100 млн               | [ 4 ] [ 5 ]              |
| Тайвань   | 1        | Н/Д                 | Н/Д          | $10 млн                 | [ 6 ]                    |
| Китай     | 30       | 26                  | 39           | $2 млрд                 | [ 7 ] [ 8 ] [ 9 ] [ 10 ] |
| Всего     | 87       | 37                  | 179          | $2.11 млрд              |                          |

Проливные дожди затронули многие районы. Остатки шторма вызвали сильные дожди в Пекине. Общий ущерб составил 169 миллионов долларов.